# Asaṅga
Asaṅga (tibetano: ཐོགས་མེད། Wylie: Thogs med, cinese: 無著 pinyin: Wúzhaó, giapponese: Mujaku; Puruṣapura, 300 circa – 370 circa) è stato un monaco buddhista indiano, filosofo e fondatore della scuola Mahāyāna Cittamātra (detta anche Yogācāra).
Asaṅga fu un importante monaco buddista mahāyāna, vissuto nel IV secolo d.C., fondatore dell'importante scuola Cittamātra.
Fratello maggiore di Vasubandhu e di Viriñcivatsa, Asaṅga visse in una famiglia kṣatriya da parte del padre, il cui nome era Kuaśika, e brāhmaṇa da parte della madre. 
Venne ordinato monaco buddista secondo il vinaya Sarvāstivāda ma aderì alle dottrine proprie dei Mahīśāsaka, studiandone per alcuni anni il Tripiṭaka.
Si avvicinò quindi al Buddismo Mahāyāna studiandone i Prajñāpāramitā sūtra senza tuttavia comprenderne il significato. Si recò dall'arhat Piṇḍola che gli spiego la dottrina dello śūnyatā secondo le scuole del Buddismo dei Nikāya, ma Asaṅga ne rimase insoddisfatto.
Si ritirò quindi sulle montagne Kukkūṭapāda (nei pressi di Rājagṛha) dedicandosi alla meditazione. Ma dopo dodici anni di pratica meditativa infruttuosa decise di abbandonare anche quel luogo.
Le agiografie narrano che durante l'itineriario di discesa dalle montagne Asaṅga incontro una cagna morente e in parte già divorata dai vermi, si fermò a soccorrerla ma questa scomparve lasciando il posto al bodhisattva Maitreya che lo condusse nel suo paradiso Tuṣita dove gli insegnò finalmente il Mahāyāna.
Ritornato sulla Terra, Asaṅga compose dei trattari in cui riportava gli insegnamenti di Maitreya.
È opinione degli studiosi che esistendo dei trattati Cittamātra a firma di Maitreyanātha, un esegeta buddista indiano effettivamente esistito, il leggendario Maiterya in realtà si riferisca ad una personalità storica e non leggendaria, maestro di Asaṅga.
Philippe Cornu, tuttavia ricorda anche l'opinione di Sthiramati secondo la quale il Maitreya citato nelle biografie di Asaṅga fosse una figura della meditazione dalla quale lo stesso ricevette gli insegnamenti.
Allo stesso modo Louis de La Vallée-Poussin ritiene che il nome Maitreyanātha non indichi un personaggio storico quanto il nome di un buddha, bhagavat ovvero nātha protettore di Asaṅga 
Dopo la sua conversione al Buddismo Mahāyāna Asaṅga convertì alle stesse dottrine il fratello Vasubandhu fino a quel momento monaco ed esegeta delle scuole Hīnayāna.

## Opere
- Abhidharmasamuccaya: un'esposizione degli elementi che compongono la realtà fenomenica secondo le dottrine Cittamātra.
- Mahāyānasaṃgrahaśāstra: la sua opera principale che riassume le dottrine Cittamātra in modo sistematico seguendo dieci capitoli.
- Yogâcārabhūmiśāstra.